# Бацбийски език
Бацбийски език е езикът на бацбийците – малцинствена група в Северен Кавказ. Той е от групата на нахските езици, част от кавказките езици. Близък е до ингушкия език. Разпространен е в село Земо-Алвани намиращо се в Кахетинския край на Грузия. Общата численост на говорещите бацбийски език е около 3 хиляди души (по данни от 1990 г.).
В днешно време бързо се измества от грузинския език. Бацбийският е само говорим. Населението, което го използва, няма собствена писменост, а използва грузински за писане. Самият език изпитва силното влияние на грузинския. Интересна граматическа особеност на бацбийския е развиването на цели 10 падежа при склонението на съществителните имена.